# Anseau de Joinville
Anseau (o Ancel) de Joinville, signore di Risnel, siniscalco di Champagne (... – 3 gennaio 1342), è stato un militare francese, maresciallo di Francia dal 1338.

## Biografia
Era figlio di Jean de Joinville, autore della Vie de saint Louis che aveva seguito Luigi IX all'Ottava crociata, e della sua seconda moglie Alix de Risnel.
Nel 1311, con Jean II des Barres e Simon de Menou, fu inviato da Filippo IV in Lorena per la disputa scoppiata fra il duca Teobaldo II di Lorena e la Corona, a proposito del possesso di Passavant-en-Argonne.
Filippo V gli concesse nel febbraio 1316 una rendita vitalizia di 500 lire tornesi sull'abbazia di Luxeuil, e quattro mesi dopo lo scelse come proprio esecutore testamentario, assegnandogli un'ulteriore rendita di 400 lire.

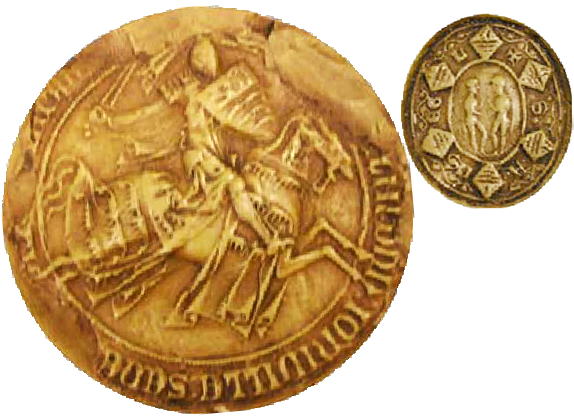
Anseau, sigillo.

Figura tra i presenti agli Stati Generali del 1317, dove venne consacrato il principio della legge salica, e si trovò l'anno seguente tra i negoziatori incaricati di trattare con Oddone di Borgogna e i signori della Champagne un accordo che mettesse fine alle loro rivendicazioni.
Nel 1318 era alla frontiera con le Fiandre, e sedeva in Parlamento in qualità di consigliere del Re.
Fu poi al servizio di Filippo di Valois, e venne incaricato nel 1335, con Raoul I di Brienne e il maresciallo de Briquebec, di raccogliere truppe da impiegarsi nella progettata invasione dell'Inghilterra. Nel 1337 faceva parte dell'armata inviata in Guascogna contro gli inglesi, e aveva nella propria compagnia 15 cavalieri e 67 scudieri.

## Discendenza
Sposò in prime nozze nel 1302 Laura di Sarrebruck, figlia di Simone IV di Sarrebruck-Commercy, signore di Commercy, e di Matilde di Sexefontaine, dalla quale ebbe una figlia:
- Jeanne, dama di Rimaucourt, andata sposa a Jean de Noyers (1323-1361), conte di Joigny, poi nel novembre 1335 con Aubert VI de Hangest, signore di Genlis.

Rimasto vedovo, Anseau de Joinville si risposò nel 1323 con Margherita di Vaudémont (1305 † 1333), figlia di Enrico III, conte di Vaudémont, e di Isabella, figlia di Federico III di Lorena e di Margherita di Champagne-Navarra, dalla quale ebbe altri figli:
- Enrico V (1327 † 1365), conte di Vaudémont e signore di Joinville;
- Isabella, andata sposa nel giugno 1348 a Jean de Vergy († 1370), signore di Mirebeau;
- Matilde, andata sposa a Carlo, signore di Haraucourt e di Louppy.